# Jamides pholes
Jamides pholes är en fjärilsart som beskrevs av Hans Fruhstorfer 1916. Jamides pholes ingår i släktet Jamides och familjen juvelvingar. Inga underarter finns listade i Catalogue of Life.